# Берестейська (станція метро)
50°27′30″ пн. ш. 30°25′15″ сх. д. / 50.45833° пн. ш. 30.42083° сх. д.
«Бересте́йська» — 12-та станція Київського метрополітену на Святошинсько-Броварській лінії між станціями «Нивки» та «Шулявська». Відкрита 5 листопада 1971 року під первинною назвою «Жовтне́ва». Сучасна назва — з 2 лютого 1993 року, походить від міста Берестя (колишній —  Брест-Литовськ) в Білорусі та Брест-Литовського проспекту, де і розташована станція.

## Конструкція
Конструкція станції — колонна трипрогінна мілкого закладення з острівною платформою.
Колійний розвиток: станція без колійного розвитку

## Опис
Стеля залу спирається на дві низки колон. Зал сполучений з підземним вестибюлем сходами на спуск та двострічковим одномаршевим ескалатором на підйом.
Будувалася разом зі станціями «Нивки» та «Святошин». Через перепад рельєфу та значною мірою своїй попередній назві «Жовтнева», цій станції поталанило більше, ніж вищезгаданим. Колони з іржостійкої сталі, пластика колійної стіни з освітленням і декоративними решітками та підшивна стеля у центрі платформи свідчать про те, що часи аскетизму в архітектурі минають. Навіть вестибюль станції облицьований мармуром.

## Оформлення
Червоно-коричневим мармуром облицьовано торець платформи. До початку 1990-х років він був прикрашений кованим барельєфом та словами Леніна «Жовтнева революція відкрила нову еру всесвітньої історії…» (скульптор Болеслав Карловський).
У 1973 році архітекторів — авторів проєктів станцій «Жовтнева» та «Святошин» висували на здобуття Державної премії УРСР ім. Т. Г. Шевченка.
Влітку 2015 року з оформлення станції була демонтована комуністична символіка.

## Розташування
Станція розташована на Берестейському проспекті, яка сполучена тролейбусними та трамвайними маршрутами з житловими масивами Нивки та Відрадний. Вхід до станції суміщений з пішохідним переходом по обидва боки Берестейського проспекту.

## Пасажиропотік
| Рік                           | 2009 | 2011 | 2012 | 2013 | 2014 | 2015 | 2016 | 2017 | 2018 |
| ----------------------------- | ---- | ---- | ---- | ---- | ---- | ---- | ---- | ---- | ---- |
| Пасажиропотік, тис. осіб/добу | 24,4 | 21,8 | 21,4 | 22,2 | 20,7 | 19,7 | 19,8 | 21,0 | 20,9 |

## Галерея

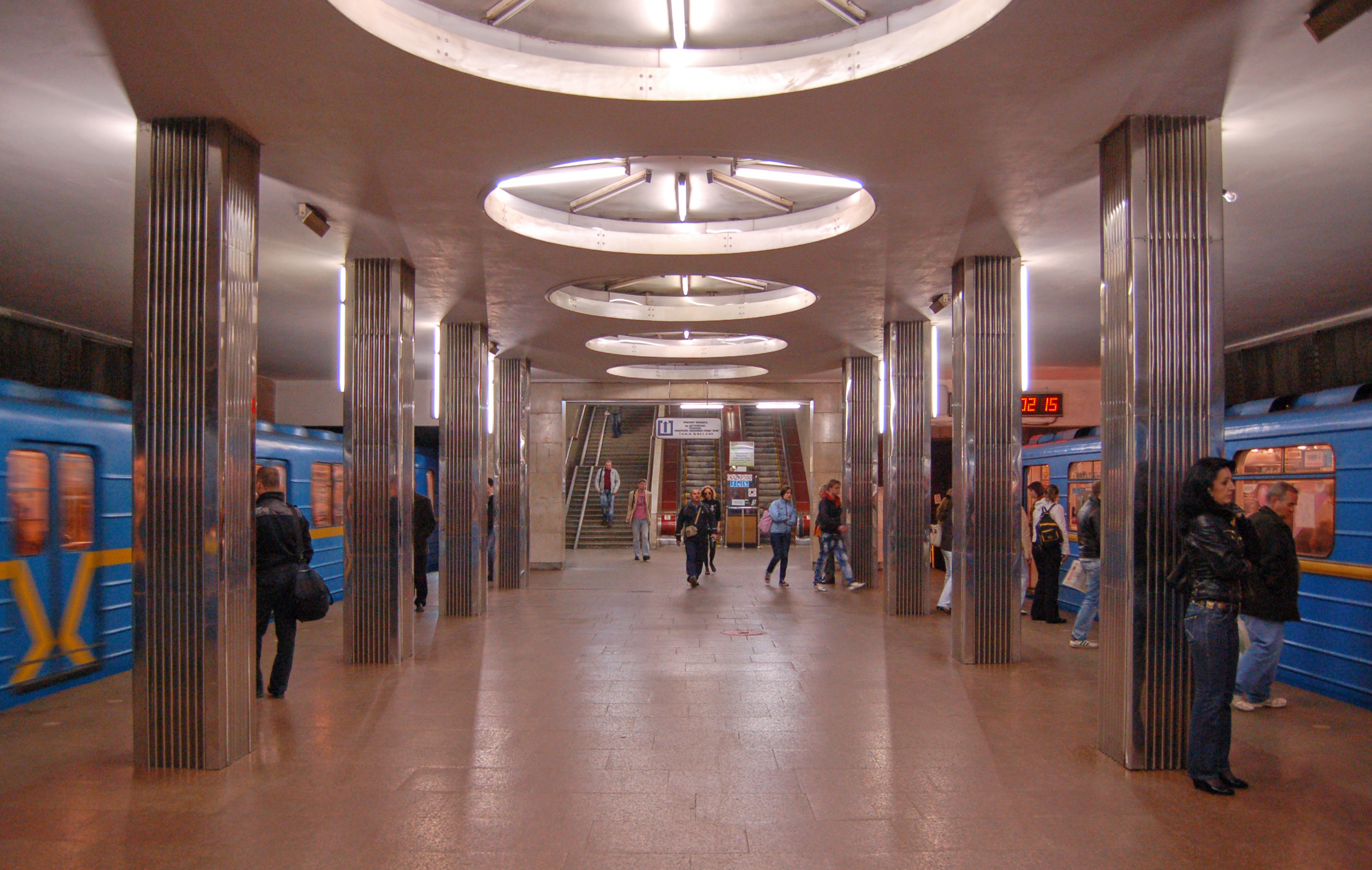
Платформа, вигляд у бік ескалаторів
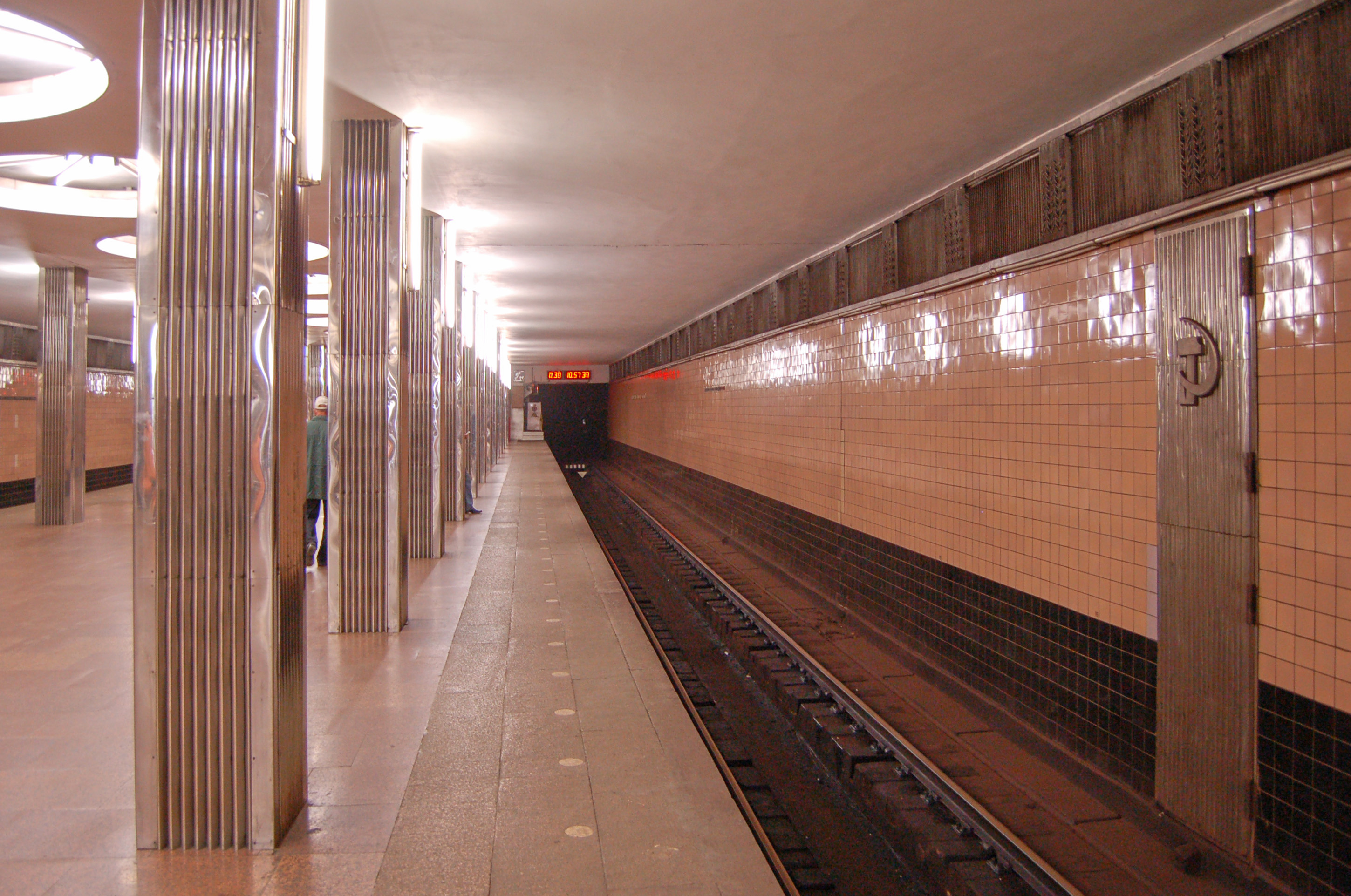
Посадкова платформа станції
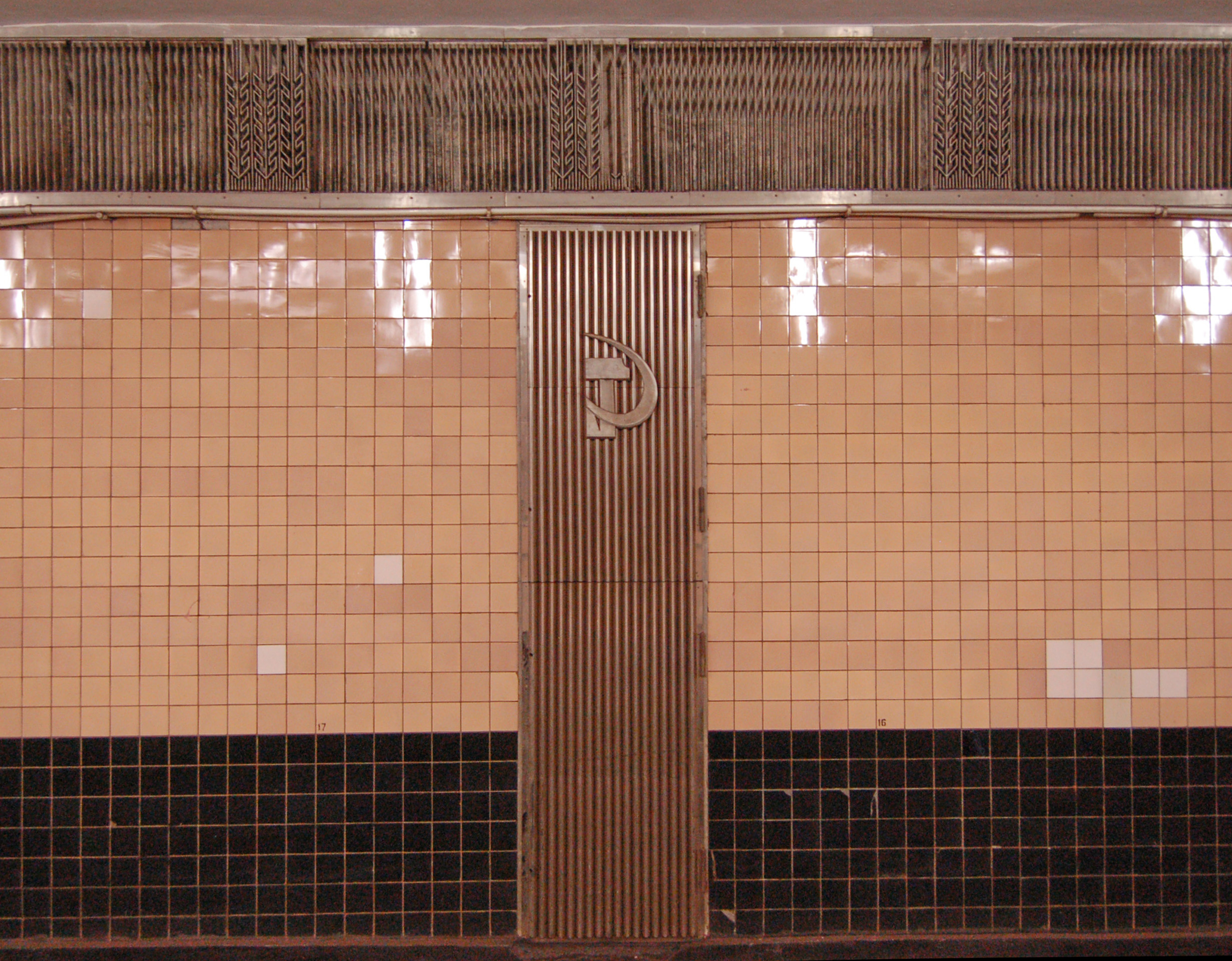
Дверцята на колійній стіні (символи серпа й молота демонтовані влітку 2015 року)
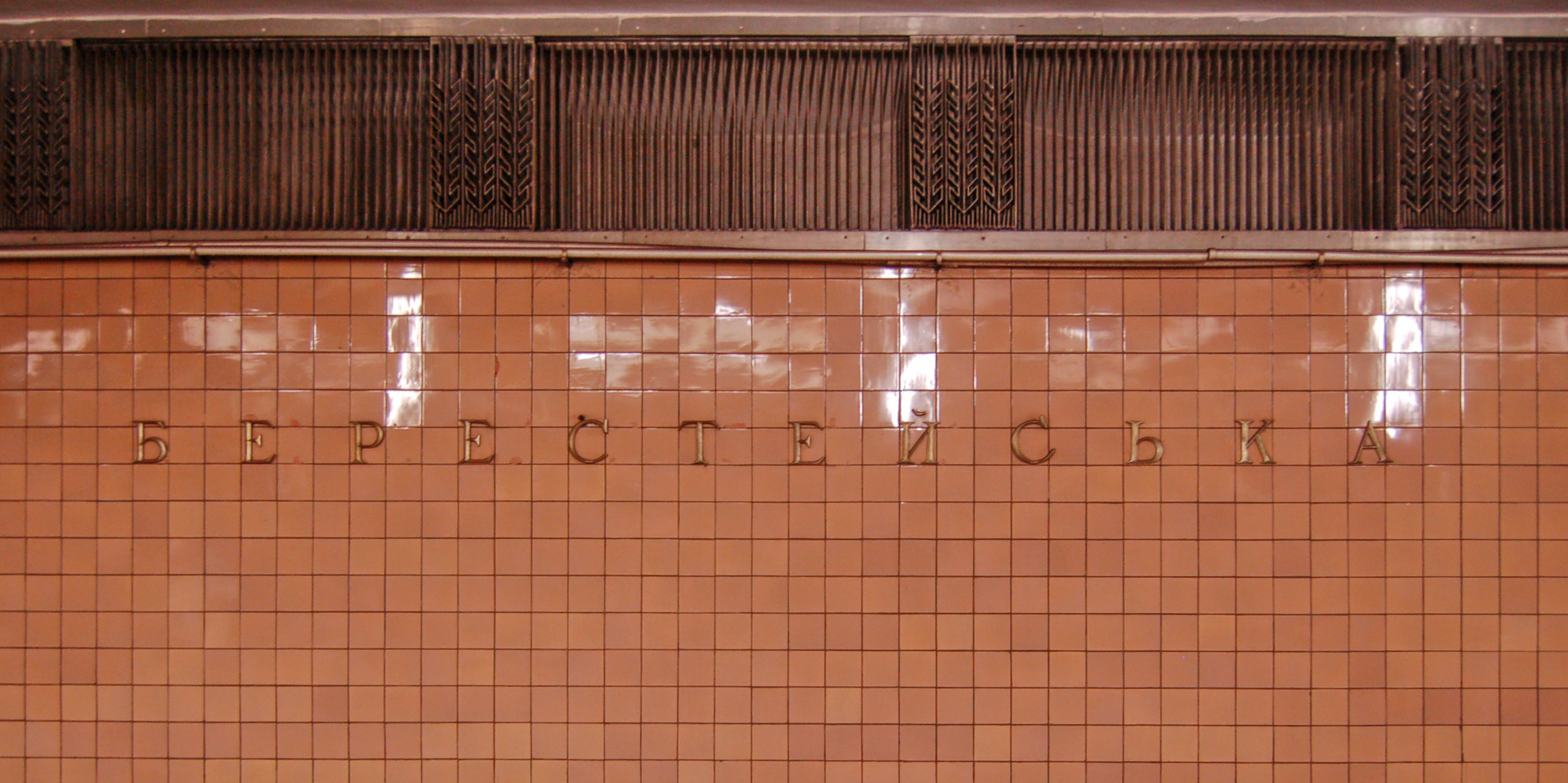
Назва станції на колійній стіні

## Режим роботи
Відправлення першого поїзду у напрямку:
- ст. «Лісова» — 05:44
- ст. «Академмістечко» — 06:05

Відправлення останнього поїзду у напрямку:
- ст. «Лісова» — 00:14
- ст. «Академмістечко» — 00:34

Розклад відправлення поїздів в вечірній час (після 22:00) у напрямку:
- ст. «Лісова» — 22:41, 22:53, 23:05, 23:16, 23:28, 23:39, 23:51, 00:02, 00:14
- ст. «Академмістечко» — 22:41, 22:53, 23:05, 23:15, 23:26, 23:36, 23:46, 23:56, 00:08, 00:21, 00:34